# Franz Fillinger
Franz Fillinger (* 5. Mai 1909 in Wien; † 12. August 1983) war ein deutscher Politiker (SED). Er war von 1959 bis 1961 Staatssekretär im Ministerium für Handel und Versorgung der DDR.

## Leben
Fillinger leistete während der Zeit des Faschismus illegale Parteiarbeit und kam in Zuchthaushaft. Wegen Vorbereitung zum Hochverrat wurde er am 19. Januar 1935 vom Oberlandesgericht Dresden verurteilt.
Nach der Befreiung wurde er in der Sowjetischen Besatzungszone erneut Mitglied der Kommunistischen Partei Deutschlands (KPD) und 1946 Mitglied der Sozialistischen Einheitspartei Deutschlands (SED). Von 1949 bis 1952 war er Leiter der Hauptabteilung Personal im sächsischen Innenministerium, später bis Anfang 1959 Direktor des Deutschen Innen- und Außenhandelsbetriebes (DIA) Glas und Keramik. Anschließend war er Stellvertreter des Ministers und von Juli 1959 bis Februar 1961 Staatssekretär und Erster Stellvertreter des Ministers für Handel und Versorgung der DDR. Er war Nachfolger des zum Minister berufenen Curt-Heinz Merkel und wurde in seiner Funktion von Werner Jarowinsky abgelöst. Er fungierte dann bis 1963 als Generaldirektor des Außenhandelsunternehmens WMW-Export. Ab 1964 war er Vizepräsident bzw. Direktor der Kammer für Außenhandel der DDR. Im Juni 1970 war er Direktor der ersten Industrieausstellung der DDR in Mexiko-Stadt.
Fillinger starb im Alter von 74 Jahren und wurde auf dem Zentralfriedhof Berlin-Friedrichsfelde in der VdN-Abteilung beigesetzt.

## Auszeichnungen
- 1959 Vaterländischer Verdienstorden in Silber
- 1969 Orden Banner der Arbeit
- 1974 Vaterländischer Verdienstorden in Gold